# 56ª Mostra internazionale d'arte cinematografica di Venezia
La 56ª edizione della Mostra internazionale d'arte cinematografica di Venezia si è svolta a Venezia, Italia, dal 1º all'11 settembre del 1999: inizia il triennio di Alberto Barbera come direttore della Mostra.
Il film d'apertura della Mostra è stato Eyes Wide Shut di Stanley Kubrick.

## Giuria e Premi
La giuria era così composta:

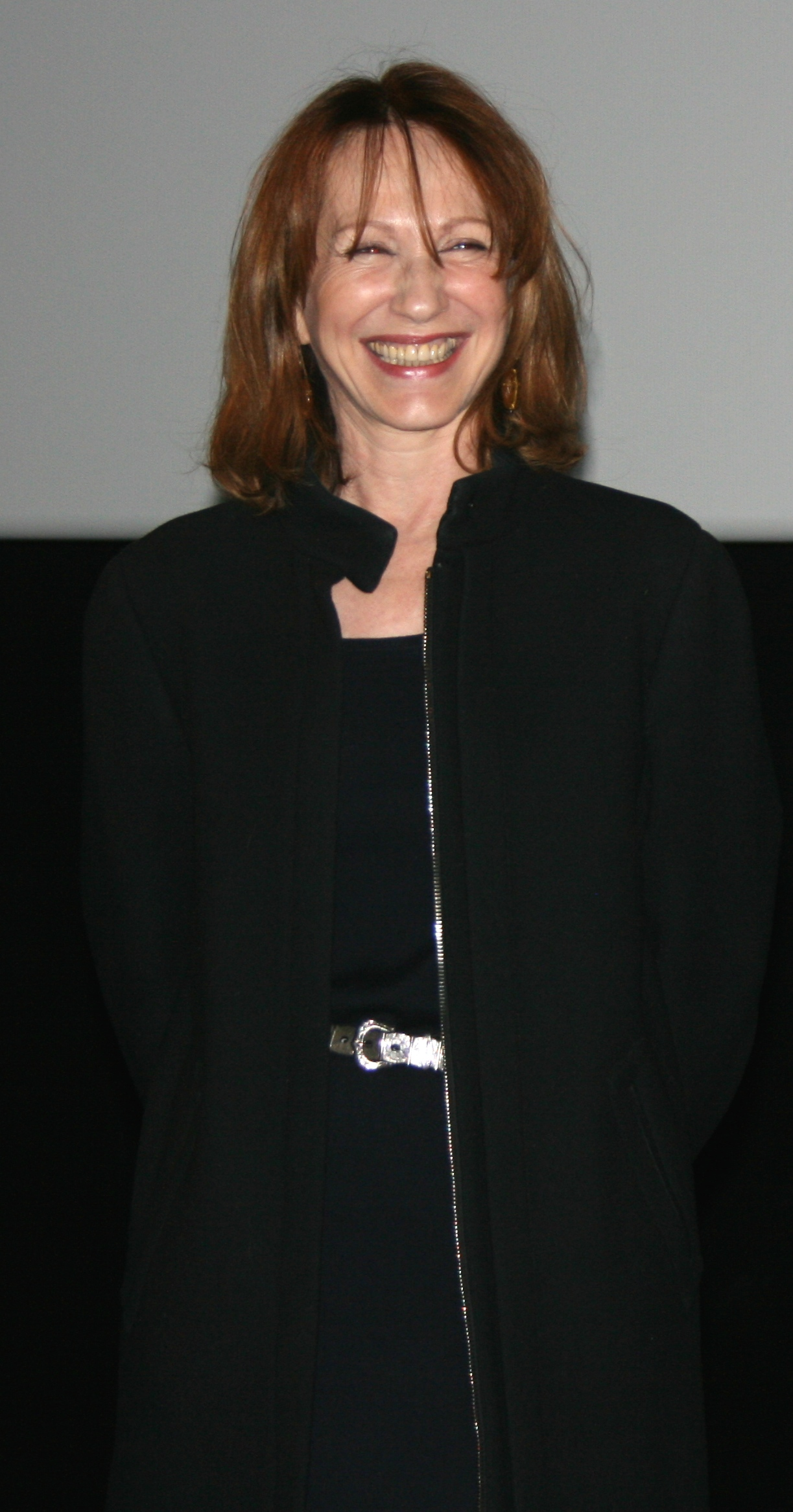
Nathalie Baye, Coppa Volpi 1999

- Emir Kusturica (presidente, Bosnia), Arturo Ripstein (Messico), Marco Bellocchio (Italia), Cindy Sherman (Stati Uniti d'America), Jean Douchet (Francia), Shozo Ichiyama (Giappone), Maggie Cheung (Hong Kong), Jonathan Coe (Gran Bretagna).

La Giuria Internazionale Corto-Cortissimo era invece così composta:
- Érick Zonca (presidente, Francia), Hilke Döring (Germania), Andrea Occhipinti (Italia).

La Giuria Opera Prima:
- Claire Denis (presidente, Francia), Férid Boughedir (Tunisia), Kent Jones (Stati Uniti), Morando Morandini, Ferzan Özpetek (Italia).

I principali premi distribuiti furono:
- Leone d'oro al miglior film: Non uno di meno (Yi ge dou bu neng shao) di Zhang Yimou
- Leone d'argento - Gran premio della giuria: Il vento ci porterà via (Bad ma ra khahad bord) di Abbas Kiarostami
- Leone d'Argento - Premio speciale per la regia: Zhang Yuan per Diciassette anni (Guo nian hui jia)
- Coppa Volpi al miglior attore: Jim Broadbent per Topsy-Turvy - Sotto-sopra (Topsy-Turvy)
- Coppa Volpi alla miglior attrice: Nathalie Baye per Una relazione privata (Une liaison pornographique)
- Premio Marcello Mastroianni: Nina Proll per Nordrand - Borgo Nord (Nordrand)
- Leone d'oro alla carriera: Jerry Lewis

## Film in concorso
- A domani, regia di Gianni Zanasi (Italia)
- Appassionate, regia di Tonino De Bernardi (Italia)
- Bugie (Gojitmal), regia di Jang Sun-woo (Corea del Sud)
- Come te nessuno mai, regia di Gabriele Muccino (Italia)
- Diciassette anni (Guo nian hui jia), regia di Zhang Yuan (Italia/Cina)
- Holy Smoke - Fuoco sacro (Holy Smoke), regia di Jane Campion (Stati Uniti d'America/Australia)
- Il vento ci porterà via (Bad ma ra khahad bord), regia di Abbas Kiarostami (Iran/Francia)
- Jesus' Son, regia di Alison Maclean (Stati Uniti d'America/Canada)
- Le regole della casa del sidro (The Cider House Rules) , regia di Lasse Hallström (Stati Uniti d'America)
- Le vent de la nuit, regia di Philippe Garrel (Francia/Italia/Svizzera)
- Mal, regia di Alberto Seixas Santos (Portogallo)
- Non uno di meno (Yi ge dou bu neng shao), regia di Zhang Yimou (Cina)
- Pas de scandale, regia di Benoît Jacquot (Francia)
- Pazzi in Alabama (Crazy in Alabama), regia di Antonio Banderas (Stati Uniti d'America/Germania)
- Nordrand - Borgo nord (Nordrand), regia di Barbara Albert (Austria/Germania/Svizzera)
- Rien à faire, regia di Marion Vernoux (Francia)
- Sette giorni nella vita di un uomo (Tydzien z zycia mezczyzny), regia di Jerzy Stuhr (Polonia)
- The Venice Project, regia di Robert Dornhelm (Austria/Stati Uniti d'America)
- Topsy-Turvy - Sotto-sopra (Topsy-Turvy), regia di Mike Leigh (Regno Unito/Stati Uniti d'America)
- Una relazione privata (Une liaison pornographique), regia di Frédéric Fonteyne (Francia/Svizzera/Belgio/Lussemburgo)

## Film fuori concorso
- Eyes Wide Shut, regia di Stanley Kubrick (Stati Uniti d'America) - film d'apertura
- Il dolce cinema, regia di Martin Scorsese (Stati Uniti d'America/Italia) film di chiusura
- Accordi e disaccordi (Sweet and Lowdown), regia di Woody Allen (Stati Uniti d'America)

## Sogni e Visioni
- Cielo d'ottobre (October Sky), regia di Joe Johnston (Stati Uniti d'America)
- Essere John Malkovich (Being John Malkovich), regia di Spike Jonze (Stati Uniti d'America)
- Amanti criminali (Les Amants criminels), regia di François Ozon (Francia)
- The Eye - Lo sguardo (Eye of the Beholder), regia di Stephan Elliott (Stati Uniti d'America)
- La musica del cuore (Music of the Heart), regia di Wes Craven (Stati Uniti d'America)
- Guardami, regia di Davide Ferrario (Italia)
- Luna Papa, regia di Bahtiër Hudojnazarov (Russia/Germania/Austria)
- Hakuchi, regia di Macoto Tezuka (Giappone)
- Fight Club, regia di David Fincher (Stati Uniti d'America)

## Omaggio a Akira Kurosawa
- Ame agaru, regia di Takashi Koizumi (Giappone)

## Omaggio a Jerry Lewis
- Ragazzo tuttofare (The bellboy), regia di Jerry Lewis (Stati Uniti d'America)

## Restauri
- I vitelloni, regia di Federico Fellini (Italia) Mediaset
- Reconstructing Greed, regia di Richard Koszarski (Stati Uniti d'America) Le Giornate del Cinema Muto di Pordenone
- Totò e Carolina, regia di Mario Monicelli (Italia) Cineteca Comunale di Bologna
- Scala al paradiso (A Matter of Life and Death), regia di Michael Powell e Emeric Pressburger (Stati Uniti d'America) Coordinamento Europeo dei Festival Cinematografici
- Lo straniero, regia di Luchino Visconti (Italia/Francia) Cineteca Nazionale